# The Final Storm
Pour plus de détails, voir Fiche technique et Distribution.
The Final Storm (littéralement « La Tempête Finale ») est un film de fiction post-déluge canadien réalisé par le réalisateur allemand Uwe Boll en 2010. Écrit par le scénariste canadien Tim McGregor, le film raconte l'histoire de pluies diluviennes obligeant les autorités à évacuer les villes, libérant les prisonniers comme Silas, interprété par Luke Perry qui retourne dans son ancienne maison où vit Tom Grady (Steve Bacic), sa femme Gillian (Lauren Holly) et leur fils Graham (Cole Heppell (en)). Le film a été produit par Uwe Boll, Daniel Clarke et Shawn Williamson (en). Il a été tourné en anglais en Colombie-Britannique (Canada), et diffusé en direct-to-video aux États-Unis le 13 avril 2010, puis en France le 11 janvier 2012 (DVD première).

## Synopsis
Dans la région rurale du Nord-Ouest Pacifique du continent de l'Amérique du Nord, le père de Silas Hendershot (Luke Perry) est un propriétaire alcoolique qui a perdu aux jeux sa ferme situé près de la ville de Cairo. Pour se faire rembourser, la banque exproprie les Hendershot et ainsi vendre la ferme. Silas furieux, pend son père à un arbre. Pour les exclure de la maison, la banque envoie un huissier de justice qui est égorgé mortellement par Silas avec une faucille. Silas est arrêté et emprisonné à 22 ans de prison. La banque vend la ferme à monsieur Grady, l'oncle de Tom (Steve Bacic).
Quelques années plus tard, Tom reprend la ferme de son oncle avec sa femme Gillian (Lauren Holly) et leur fils Graham (Cole Heppell (en)) qui a 13 ans. Mais le mois de juin commence avec de forts changement climatique sur la terre entière : des tornades, des tempêtes de grêle, des pluies verglaçantes et de neige qui inondent les routes, coupent les villes qui se retrouvent isolées sans moyens de communications, entrainant des pénuries d'eau et de nourriture. La crise économique effondre les marchés boursiers, les réseaux électriques sont touchés. L'opinion publique mondiale pensant à l'imminence de la fin du monde conduit à des combats et des émeutes dans toutes les villes du monde tombant dans l'anarchie. Des scènes de pillages ont lieu à Londres, et d'autres lieux sur terre. 
Après une semaine de tempête en continu, la température descend sous zéro degré : les récoltes agricoles sont pourries. Les animaux refusent de rentrer s'abriter à l'étable et restent dehors sous la pluie torrentielle. Les gens fuient dans les montagnes pour fuir les inondations, mais la famille Grady ne veut pas renoncer à ses terres, contrairement à Maximus (Max), le chien de Graham qui sort de la maison et disparait. Le téléphone et l'électricité sont coupés,.
Le soir, les policiers de Cairo évacuent la ville. Silas Hendershot sort de prison et va à la ferme des Grady. Arrivé devant la porte, épuisé Silas perd immédiatement conscience et s'effondre. Comme le temps est mauvais, les Grady décident de lui donner un abri et l'accueille dans une petite chambre. Ils l'installent au lit et voient son tatouage étrange sur le dos (ornement fantaisiste) et sur le bras («Laisse les morts enterrer leurs morts»).
Le lendemain matin, la tempête est terminée, vient le temps clair. 
Tom visite la ferme de ses voisins, Charles et Tina, mais les propriétaires et les bovins ont disparu sans laisser de trace laissant toutes les choses intactes.
La nature se comporte de manière étrange : tous les êtres vivants, tous les animaux semblent avoir disparu. On n'entend plus le chant des cigales ni aucun chant des oiseaux. Silas se réveille et dit souffrir d'amnésie. Graham, pense que Maximus, le chien de la famille est encore en vie. Silas enlève les illusions de Graham, en lui disant que Max est mort. Silas montre à Gillian la Bloodmoon, la lune de sang.
Le lendemain, Silas organise un enterrement. Silas commence à aider à la ferme. Tom décide d'aller tous les quatre à la ville de Cairo, mais même là, tout semble désert, toutes les personnes ont disparu. Il n'y a plus de carburant à la station d'essence. Toute la ville est déserte, couverte de flyers annonçant une évacuation obligatoire en raison de la tempête. Le poste de police et les magasins sont vides, semblant avoir été abandonné à la hâte. La famille recherche de la nourriture dans une coopérative. Lorsque Tom, Gillian et Graham rangent les fournitures dans le pick-up, ils sont attaqués par une bande de pillards. Gillian et Graham fuient avec le pick-up. Silas vient à la rescousse de Graham, puis Gillian revient, les sauve et tous s'échappent.
De retour à la ferme, Silas convainc les habitants de la ferme, que tout cela sont les premiers signes de la fin du monde. Silas explique qu'il a marché en évitant les pillards armés errant dans les villes, tuant tout le monde, expliquant la disparition de la population des villes. Silas affirme qu'il doit rester et qu'ils devraient veiller les uns sur les autres. Tom trouve suspect le passé de Silas et commence à se méfier de ce mystérieux inconnu. Tom veut obtenir plus d'informations. Le soir venu, Tom monte dans le grenier de la maison, et trouve une vieille coupure de journal sur Silas et son père décrivant une terrible tragédie à la "Ferme des Henderson" : le propriétaire de la ferme et un employé de banque sont retrouvés mort. Pour rechercher plus d'informations concernant Silas, Tom se rend au poste de police abandonné de la ville. Tom trouve un article dans les dossiers. À la lecture de l'article, Tom comprend que Silas est le tueur réel de son père : le père de Silas a perdu la ferme parce qu'il était alcoolique, et tellement furieux de cela, Silas a pendu son père à un arbre. Quand un huissier de justice de la banque est venu l'exproprier de la maison, Silas l'a égorgé avec une faucille. Silas a été en prison pendant les 20 dernières années.
Tom retourne dans le pick-up mais est attaqué par deux maraudeurs. Tom parvient à battre les deux hommes qui le blessent au bras et réussit à s'échapper mais tombe en panne d'essence sur le chemin du retour. Il continue à pied jusqu'à la ferme.
Le lendemain matin, Gillian et Silas prennent un bain à tour de rôle dans la salle de bains. Pendant que Silas se baigne, il essaie de se rapprocher de Gillian, mais Tom entre et trouve sa femme à moitié nue assise à côté de Silas. Tom fait sortir tout le monde de la maison et dit à Silas de ne plus jamais revenir en le menaçant avec une arme à feu.
Toutefois, cette nuit-là, Silas n'abandonne pas et revient. Il met le feu au pick-up. Tom sort à l'extérieur et court à la recherche de Silas. Dans la lutte, Tom blessé, est dominé par Silas qui assomme Tom. Silas serre une corde autour du cou de Tom et l'entraîne jusqu'à l'arbre où il l'accroche, de la même manière qu'il l'a fait avec son père.
Silas se rend ensuite dans la maison et parle à Gillian pour essayer de la convaincre de devenir sa nouvelle épouse et de vivre comme mari et femme.
Pendant ce temps, Graham vient au secours de Tom, coupe la corde et parvient à sauver son père. Tom descend de l'arbre. Silas voyant cela, sort de la maison et attaque Tom qui prend une fourche avec laquelle il repousse Silas dans le feu. Silas perd la vie étouffé par les flammes de ses vêtements en feu.
Tom, Gillian et Graham se retrouvent tous les trois et regardent les étoiles de l'univers entier dans le ciel nocturne. Ils voient qu'une après l'autre, les étoiles scintillent très brillamment étincelantes puis disparaissent en s'éteignant signifiant la fin du monde.

## Fiche technique
- Titre : The Final Storm
- Réalisation : Uwe Boll
- Scénario : Tim McGregor
- Direction artistique : Keli Manson
- Décors : La Vonne Girard
- Distribution des rôles : Maureen Webb
- Costumes : Aieisha Li
- Photographie : Mathias Neumann (de)
- Montage : Karen Porter
- Musique : Hal Foxton Beckett
- Production : Uwe Boll, Daniel Clarke et Shawn Williamson (en)
- Sociétés de production : Event Films, Brightlight Pictures (en), Boll Kino Beteiligungs GmbH & Co. KG (en) et Flood Productions
- Distribution : Phase 4 Films (en)
- Pays d'origine :  Canada
- Langue : Anglais
- Format : couleur (Technicolor) - Dolby Digital - 35 mm - 1.85:1
- Genre : Action, horreur
- Durée : 92 minutes
- Budget : 5 000 000 $
- Année de production : 2008 (tournage) - 2010 (post-production et finalisation)
- Dates de sortie :
  -  États-Unis : 13 avril 2010 (directement en vidéo)
  -  Allemagne : 30 avril 2010 (directement en vidéo)
  -  France : 11 janvier 2012 (directement en vidéo)

## Distribution
- Steve Bacic (VF : Benoît Du Pac) : Tom Grady
- Lauren Holly (VF : Élisabeth Wiener) : Gillian Grady[9]
- Luke Perry (VF : Lionel Tua) : Silas Hendershot[10]
- Cole Heppell (en) (VF : Adrien Solis) : Graham Grady
- Blu Mankuma : Charles Booker

Version française : Carton de doublage. Direction Artistique : Philippe Roullier. Studio : Mediacenter

## Production
Le budget de 5 million $CA est un des plus faibles que la plupart des films précédents de Uwe Boll. Contrairement à plusieurs travaux antérieurs de Boll, avec des acteurs canadiens et un scénario de l'écrivain canadien Tim McGregor, le film n'est pas fondée sur un jeu vidéo (House of the dead, Alone in the Dark),.
Comme beaucoup de films de Uwe Boll, la société de production a été Brightlight Pictures (en). Parmi les collaborateurs, il y avait le caméraman Mathias Neumann (de) qui a dirigé la caméra presque dans tous les films de Boll. Même Cole Heppell avait déjà travaillé auparavant avec Boll dans BloodRayne 2: Deliverance. 
Pendant un certain temps, le film n'a pas trouvé d'éditeurs et est resté "sur l'étagère" jusqu'à ce qu'il soit diffusé en direct-to-video sur DVD aux États-Unis le 13 avril 2010,.
Le 3 mai 2009, le film a eu sa première au « Marché du Film » au Festival de Cannes, cependant, il n'était pas ouvert au public.

## Lieux de tournage
Le film a été tourné de novembre / décembre 2008 et s'est terminé en 2010. Les lieux ont été à Sea to Sky Corridor (en) et à Vancouver en British Columbia (Canada),.

## Réception critique
Après une série de bonnes critiques pour des films tels que Tunnel Rats et Rampage, la critique de «  The Final Storm » s'est déchirée à nouveau. Seul Luke Perry a été nommé comme positif pour l'interprétation de Silas Hendershot.

« Scènes sauvages, caméra à la main restant fluctuante et l'intrigue volé dans The Final Storm, la subtilité n'est pas à attendre. Mais la façon dont Boll manipule le symbolisme mythologiques comme la lune rouge, rappelle un truc de Photoshop »

— Florian Schulz ,  Film boot